# Goodbye Gemini
Pour plus de détails, voir Fiche technique et Distribution.
Goodbye Gemini est un film d'horreur britannique réalisé par Alan Gibson, sorti en 1970. 

## Synopsis
Durant les vacances estivales, Jacki et Julian Dewar quittent New York pour s'installer dans un quartier cossu de Londres. Malgré un comportement affectif et protecteur l'un envers l'autre, ils ne sont pas mariés ni même fiancés. Ils sont jumeaux et leur complicité est ambigüe aux yeux d'autrui, proche de la relation amoureuse. Pourtant, ils sont tous les deux différents. Beau garçon, Julian est en fait déséquilibré et fragile psychologiquement. Il ressent un amour incestueux envers sa jumelle mais celle-ci, toujours accompagnée de son ours en peluche Agamemmon, refuse ses avances charnelles. Elle rencontre un maquereau, Clive, qui devient son amant au grand désarroi de son frère possessif. Criblé de dettes, Clive emmène Julian dans un bordel où il se fait violer par une bande de prostitués travestis. Pendant ce temps, Clive photographie le viol pour faire du chantage à Julian qui doit lui donner de l'argent en échange des photos compromettantes. Alertée par Denise, la petite amie de Clive, sur ses pratiques perverses, Jacki réconforte son frère et lui propose de tuer Clive. Lors d'un rituel, celui-ci est poignardé par les jumeaux psychopathes. Mais la peluche de Jacki est déchirée lors du meurtre et, affolée, la jumelle s'enfuit sans Julian.
Amnésique, elle est recueillie par un homme politique, James Harrington-Smith, qui tombe amoureux d'elle. Recherchée par la police, Jacki lui demande de la protéger en lui donnant un alibi face aux policiers, ce qu'il accepte, mais il devra les appeler si elle ne revient pas vers lui car elle décide de confronter son jumeau pour lui demander de se rendre. Mais ce dernier, fou amoureux d'elle, lui reproche son désir d'être normale en refusant de coucher avec lui. Car, selon lui, un rapport incestueux avec elle aurait pu empêcher tous leurs problèmes dont la rencontre avec Clive et son assassinat. Paranoïaque et dérangé, Julian tue sa jumelle puis se suicide. Quant à Harrington-Smith, il renonce à appeler la police car il refuse d'être entaché par leur histoire.

## Fiche technique
- Titre original et français : Goodbye Gemini
- Réalisation : Alan Gibson
- Scénario : Edmund Ward, d'après le roman Ask Agamemmon de Jenni Hall
- Montage : Ernest Hosler
- Musique : Christopher Gunning
- Chanson du thème : Tell The World We're Not In par The Peddlers
- Photographie : Geoffrey Unsworth
- Production : Peter Snell
- Société de distribution : Cinerama Releasing Corporation
- Pays d'origine :  Royaume-Uni
- Langue originale : anglais
- Format : couleur
- Genre : horreur
- Durée : 89 minutes
- Dates de sortie : 
  -  Royaume-Uni : 6 août 1970
  -  États-Unis : 25 septembre 1970

## Distribution
- Judy Geeson : Jacki
- Martin Potter : Julian
- Michael Redgrave : James Harrington-Smith
- Alexis Kanner : Clive Landseer
- Mike Pratt : Rod Barstowe
- Marion Diamond : Denise Pryce-Fletcher
- Freddie Jones : David Curry
- Peter Jeffrey : détective Kingsley
- Terry Scully : Nigel Garfield
- Daphne Heard : Mrs. McLaren
- Laurence Hardy : le ministre
- Joseph Furst : Georgiu
- Brian Wilde : le chauffeur de taxi
- Ricky Renée : Myra
- Barry Scott : Audrey